# Frederick Mulley

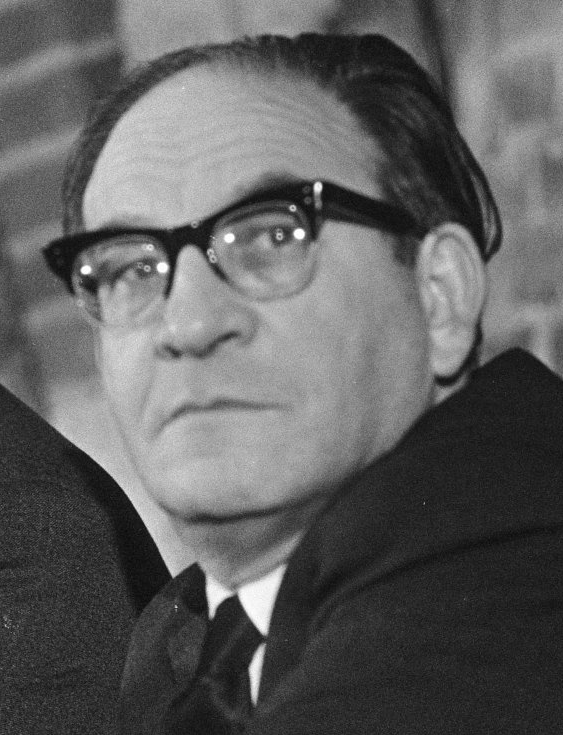
Frederick Mulley, 1967

Frederick „Fred“ William Mulley, Baron Mulley, PC (* 3. Juli 1918; † 15. März 1995) war ein britischer Politiker der Labour Party.

## Leben
Mulley, Sohn eines Fabrikarbeiters, besuchte die Bath Place Church of England School und mit einem Stipendium die Warwick School. Danach arbeitete er als Angestellter bei der Krankenversicherungsbehörde (National Health Insurance Committee) in Warwickshire und trat in dieser Zeit auch der Gewerkschaft als Mitglied bei. 1936 wurde er auch Mitglied der Labour Party. Nachdem er 1939 in die British Army eintrat, geriet er in Gefangenschaft und verbrachte fünf Jahre als Kriegsgefangener in Deutschland.
Nach der Entlassung aus der Kriegsgefangenschaft kehrte er nach England zurück, wo er mit einem Stipendium am Christ Church College der University of Oxford Philosophie, Politik und Wirtschaftswissenschaften studierte. Durch ein weiteres Stipendium absolvierte er ein postgraduales Studium am Nuffield College und war anschließend von 1948 bis 1950 Forschungsassistent für Wirtschaftswissenschaften am St Catharine’s College der University of Cambridge tätig. Danach studierte er Rechtswissenschaften.
Er begann seine politische Laufbahn, als er als Kandidat der Labour Party bei den Unterhauswahlen vom 23. Februar 1950 erstmals in House of Commons gewählt wurde und in diesem bis zum 9. Juni 1983 die Interessen des Wahlkreises Sheffield Park vertrat. Nach seinem Ausscheiden aus dem Unterhaus wurde dieser Wahlkreis aufgelöst. 1951 war er während der letzten Monate der Amtszeit von Premierminister Clement Attlee Parlamentarischer Privatsekretär beim Minister für Arbeiten.
1954 wurde er als Rechtsanwalt in die Anwaltskammer des Inner Temple aufgenommen. Daneben vertrat er zwischen 1958 und 1961 die Interessen Großbritanniens in der Beratenden Versammlung der Westeuropäischen Union (WEU) und war zeitweilig Vizepräsident der Union und ihres Verteidigungskomitees.
Nach dem Wahlsieg der Labour Party bei den Unterhauswahlen 1964 berief ihn Premierminister Harold Wilson zunächst 1964 zum stellvertretenden Verteidigungsminister und Heeresminister. Mulley, der 1964 auch Mitglied des Privy Council wurde, wurde danach 1965 Luftfahrtminister, ehe er zwischen 1967 und 1969 Staatsminister im Foreign and Commonwealth Office für Abrüstung war. Zuletzt war Mulley im Kabinett Wilson von Oktober 1969 bis Juni 1970 Transportminister.
Als die Labour Party nach den Unterhauswahlen vom 28. Februar 1974 mit Harold Wilson abermals den Premierminister stellen konnte, wurde Mulley im März 1974 erneut Transportminister. Nach einer Umbildung der Regierung war er anschließend Juni 1975 bis September 1976 Minister für Bildung und Wissenschaft (Secretary of State for Education and Science), ehe er zuletzt zwischen September 1976 und Mai 1979 Verteidigungsminister in der Regierung von Premierminister James Callaghan war.
Im Juni 1980 wurde Mulley als Nachfolger von Kai-Uwe von Hassel zum Präsidenten der Beratenden Versammlung der WEU gewählt.
Nach seinem Ausscheiden aus dem Unterhaus wurde er am 30. Januar 1984 zum Life Peer mit dem Titel eines Baron Mulley, of Manor Park in the City of Sheffield, geadelt und war fortan bis zu seinem Tode Mitglied des House of Lords.